# Região Geográfica Imediata de Araras
A Região Geográfica Imediata de Araras é uma das 53 regiões imediatas do estado brasileiro de São Paulo, uma das onze regiões imediatas que compõem a Região Geográfica Intermediária de Campinas e uma das 509 regiões imediatas no Brasil, criadas pelo IBGE em 2017.
É composta por quatro municípios, tendo uma população estimada pelo IBGE para 1.º de julho de 2017, de 274 429 habitantes e uma área total de 1 380,625 km².
Seus municípios, exceto Santa Cruz da Conceição, fazem parte da Aglomeração Urbana de Piracicaba.

## Municípios
Fonte: IBGE – Cidades
| Município               | População Estimada (2017) | Área (km²) |
| ----------------------- | ------------------------- | ---------- |
| Araras                  | 131 282                   | 644,831    |
| Conchal                 | 27 554                    | 182,793    |
| Leme                    | 101 184                   | 402,871    |
| Santa Cruz da Conceição | 4 409                     | 150,130    |
| Total                   | 264 429                   | 1 380,625  |